# シェイカーメイカー
「シェイカーメイカー」（原題：Shakermaker）は、1994年にオアシスが発表した楽曲、及び同曲を収録したシングル。通算二枚目のシングル。

## 概要
ノエル・ギャラガーの作詞・作曲。デビュー・アルバム『オアシス』からのシングル・カット第2弾。
日本盤CDは収録曲の一部が前作「スーパーソニック」に収録された関係で発売されていない。

## 収録曲
- 英国盤CD CRESCD 182

1. シェイカーメイカー - Shakermaker - 5:11
2. ドゥヤ・ウォナ・ビー・ア・スペースマン？ - D'Yer Wanna Be A Spaceman? - 2:41
3. アライヴ（8トラック・デモ）Alive (8 Track Demo)" - 3:56
4. ブリング・イット・オン・ダウン -Bring It on Down (Live) - 4:17

- 7インチアナログCRE 182

1. シェイカーメイカー - Shakermaker - 5:11
2. ドゥヤ・ウォナ・ビー・ア・スペースマン？ - D'yer Wanna Be A Spaceman? - 2:41

- 12インチアナログCRE 182T

1. シェイカーメイカー - Shakermaker - 5:11
2. ドゥヤ・ウォナ・ビー・ア・スペースマン？ - D'yer Wanna Be A Spaceman? - 2:41
3. アライヴ - Alive (8 Track Demo)" - 3:56

- カセットテープ CRECS 182

1. シェイカーメイカー - Shakermaker" - 5:11
2. ドゥヤ・ウォナ・ビー・ア・スペースマン？ - D'yer Wanna Be A Spaceman? - 2:41